# 87219 Marcbernstein
87219 Marcbernstein este o planetă minoră (asteroid) din centura de asteroizi. A fost descoperită pe 30 iulie 2000 la Experimental Test Site⁠(d) de Lincoln Near-Earth Asteroid Research. 
Obiectul prezintă o orbită caracterizată de o semiaxă mare de 2,5559796272132 UAi, o excentricitate de 0,16130056675484, o înclinație de 10,869696019696 ° în raport cu ecliptica.